# Hatiora herminiae
A Hatiora herminiae egy kultúrában csak ritkán megtalálható kaktuszfaj, érzékeny a gyökérrothadásra, ezért legtöbbször oltványként nevelik.

## Elterjedése és élőhelye
Brazília: Sao Paulo (és esetleg Minas Gerais) állam, Serra da Mantiqueira. Araukáriák alkotta felhőerdőkben epifitikus, 1600–2000 m tengerszint feletti magasságban.

## Jellemzői
Megjelenésében a növény nagyon hasonlít a Hatiora salicornioides taxonra, növekedésére is a felálló hajtások jellemzőek, azonban hiányoznak az arra jellemző rövid szárszegmensek. Hajtása idős korban lecsüngővé válhat. Hajtásrendszere villásan vagy vertikálisan elágazó, szárszegmensei hengeresek, alsó részükön kevéssé vékonyodnak el csupán, színük matt sötétzöld. Areoláin 1-2 igen apró sörte található csupán. Virágai magánosak vagy ritkán párosak, 20–25 mm hosszúak, sötét ciklámenszínűek. Termése olívazöld, 8 mm hosszú bogyó, a magok mogyoróbarnák.

## Rokonsági viszonyai
A Hatiora subgenus tagja.